# Gorica Jamnička
 Gorica Jamnička  falu Horvátországban Zágráb megyében. Közigazgatásilag Pisarovinához tartozik.

## Fekvése
Zágráb központjától 23 km-re délnyugatra, községközpontjától 3 km-re északkeletre a Vukomerići dombok között fekszik.

## Története
A falunak 1857-ben 253, 1910-ben 335 lakosa volt. Trianon előtt Zágráb vármegye Pisarovinai járásához tartozott. 2001-ben a falunak 126 lakosa volt.

## Lakosság
| Lakosság változása | Lakosság változása | Lakosság változása | Lakosság változása | Lakosság változása | Lakosság változása | Lakosság változása | Lakosság változása | Lakosság változása | Lakosság változása | Lakosság változása | Lakosság változása | Lakosság változása | Lakosság változása | Lakosság változása |
| ------------------ | ------------------ | ------------------ | ------------------ | ------------------ | ------------------ | ------------------ | ------------------ | ------------------ | ------------------ | ------------------ | ------------------ | ------------------ | ------------------ | ------------------ |
| 1857               | 1869               | 1880               | 1890               | 1900               | 1910               | 1921               | 1931               | 1948               | 1953               | 1961               | 1971               | 1981               | 1991               | 2001               |
| 253                | 291                | 302                | 330                | 366                | 335                | 328                | 351                | 327                | 316                | 267                | 230                | 206                | 167                | 126                |

## Külső hivatkozások
- Pisarovina község hivatalos oldala